# Estadio Agoè-Nyivé
El Estadio Agoè-Nyivé (en francés: Stade Agoè-Nyivé) es un estadio de fútbol situado en el Bulevar Gnassingbé Eyadéma (Boulevard Gnassingbé Eyadéma) de la ciudad de Lomé al sur del país africano de Togo. Dispone de 8500 asientos y acoge los partidos en casa del OC Agaza, del AS Douanes y del Dynamic Togolais.